# Fastned
Fastned is een onderneming die een snellaadnetwerk langs het Europese hoofdwegennet bouwt en exploiteert. Deze laadinfrastructuur is bedoeld om elektrische auto's in korte tijd te laden.

## Activiteiten
De laadstations staan op verzorgingsplaatsen waar vaak ook benzinestations gevestigd zijn en in stedelijke gebieden. De meeste stations hebben een overkapping die uit zonnepanelen bestaat. Standaard zijn ze voorzien van diverse plugtypes: CCS, CHAdeMO, AC-stekkers en Tesla-adapters.
Fastned is actief in Nederland, Duitsland, Verenigd Koninkrijk, België, Zwitserland, Frankrijk en Denemarken. Per eind 2024 waren er 346 laadstations actief en in dat jaar verkreeg het bedrijf rechten om 139 nieuwe stations te bouwen, de meeste hiervan in Duitsland, maar ook in nieuwe markten als Spanje en Italië.
Per eind 2024 waren de belangrijkste aandeelhouders Wilhelmina-Dok BV, met 37% van de aandelen, en Carraig Aonair Holding BV met een belang van 21%. Bart Lubbers en Michiel Langezaal zijn de enige aandeelhouders van deze twee besloten vennootschappen.

### Resultaten
De omzet wordt hoofdzakelijk behaald op de verkoop van elektriciteit via de laadpalen van Fastned. Nederland is de grootste markt gemeten naar de omzet, in 2024 was het omzetaandeel iets meer dan 60%. België is de tweede afzetmarkt, maar heeft een omzetaandeel van 11%. In 2024 was de gemiddelde omzet per laadstation ongeveer € 270.000 en werd gemiddeld 440 MWh aan elektriciteit geleverd.
| Jaar | Omzet         | Netto- resultaat | Aantal laadstations | Levering elektriciteit (in GWh) | Aantal werknemers (gemiddeld, in FTE) |
| Jaar | (× € miljoen) | (× € miljoen)    | Aantal laadstations | Levering elektriciteit (in GWh) | Aantal werknemers (gemiddeld, in FTE) |
| ---- | ------------- | ---------------- | ------------------- | ------------------------------- | ------------------------------------- |
| 2016 | 0,1           | –5,1             | 57                  | 0,5                             | 21                                    |
| 2017 | 0,5           | –5,0             | 63                  | 1,0                             | 24                                    |
| 2018 | 1,6           | –6,5             | 85                  | 2,9                             | 40                                    |
| 2019 | 6,4           | –12,0            | 114                 | 8,0                             | 47                                    |
| 2020 | 6,9           | –12,4            | 131                 | 11,0                            | 54                                    |
| 2021 | 12,5          | –24,6            | 188                 | 20,9                            | 76                                    |
| 2022 | 36,0          | –22,2            | 244                 | 51,9                            | 114                                   |
| 2023 | 60,5          | –19,3            | 297                 | 99,6                            | 172                                   |
| 2024 | 86,7          | −26,6            | 346                 | 140,7                           | 265                                   |

## Geschiedenis
Het bedrijf werd in 2012 te Amsterdam opgericht door Bart Lubbers en Michiel Langezaal. In dat jaar verkreeg Fastned een concessie voor 15 jaar voor de exploitatie van 201 laadstations langs Nederlandse rijkswegen. In 2013 werden de eerste vier stations geopend. Het eerste operationele oplaadpunt was Verzorgingsplaats Palmpol. 
In juli 2014 ging de onderneming naar de  Nederlandsche Participatie Exchange (NPEX), een digitale effectenbeurs voor startende bedrijven, het gaf zo'n vier miljoen aandelen uit tegen € 10 per stuk. In 2019 verhuisde de notering naar de Euronext Amsterdam.
In 2016 opende oud-premier Balkenende aan de A58 nabij Goes het vijftigste snellaadstation van Fastned, waarmee het netwerk een landelijke dekking had bereikt. In 2016 werd begonnen met het plaatsen van Tesla-adapters. In 2017 werden er rechten verworven om in Duitsland stations te bouwen en werd er een overeenkomst met Van der Valk Hotels gesloten om tientallen stations met snellaadpalen op hun parkeerterreinen te bouwen. In hetzelfde jaar kon het bedrijf melden dat de eerste twee laadstations kostendekkend waren geworden.
In 2019 is het aantal stations gegroeid tot boven de honderd stuks. In 2018 werden de eerste laadstations in het Verenigd Koninkrijk operationeel, in 2020 werden België, Frankrijk en Zwitserland toegevoegd aan de lijst van landen met Fastned-laadgelegenheden.
In februari 2021 deed het bedrijf een aandelenemissie ter waarde van € 150 miljoen. Er werden 1,9 miljoen nieuwe certificaten van aandelen verkocht tegen een prijs van € 80 per stuk. Met de opbrengst gaat Fastned versneld nieuwe laadstations bouwen. In oktober 2022 plaatste Fastned nieuwe aandelen ter waarde van € 75 miljoen. De Britse investeringsmaatschappij Schroders Capital nam een aandelenbelang van 10,61% en mag ook een lid aandragen voor de raad van commissarissen.
In december 2023 werd de eerste vestging in Denemarken geopend. Het is daarmee het eerste Scandinavische land waar Fastned actief wordt en het heeft contracten voor drie laadstations getekend. Fastned wil het netwerk in Europa uitbreiden naar 1000 laadstations in 2030. 

## Rechtszaken
- Zesentwintig pomphouders hebben op grond van de benzinewet een kort geding aangespannen om te voorkomen dat oplaadpalen voor elektrische auto's op gratis parkeerplaatsen achter pompstations opgesteld mogen worden. In 2013 heeft het Gerechtshof hen in het ongelijk gesteld en in 2014 is in hoger beroep bekrachtigd dat de Nederlandse Staat in 2012 concessies mocht uitgeven voor snellaadstations langs de snelweg. Pomphouders zijn daarnaast gerechtigd enkele laadpalen te plaatsen in hun station.
- In april 2021 heeft de rechtbank Den Haag bepaald dat Fastned een winkel en toiletten bij haar laadstations mag realiseren, omdat de Staat, als grondeigenaar van alle verzorgingsplaatsen langs de Nederlandse snelwegen, Fastned die voorzieningen niet kan weigeren.[8]